# Владимировка (Волынская область)
Владимировка (укр. Володимирівка) — село в Зимневской сельской общине Владимирского района Волынской области Украины.
Население по переписи 2001 года составляет 267 человек. Почтовый индекс — 44703. Телефонный код — 3342. Занимает площадь 1,06 км².